# 王天纵
王天纵（1885年或1879年—1920年），原名天从，又名占命、建中，字旭九、虎九，号光复，河南嵩县人。中国民主革命家，中华民国军事将领。

## 生平
王天纵18岁时，到杨山附近聚众劫富济穷。1910年他赴日本，加入中国同盟会，后回国。1911年武昌起义后，他曾任河南临时都督兼北伐左路总指军。1913年，袁世凯任命他为京师军警执法处处长并授予陆军中将，但他辞而不就，1915年在鄂西起兵讨伐袁世凯。1917年12月，任护法军鄂豫联系前敌总指军、河南靖国军总司令。1920年，在鄂北（一说夔州）病逝。